# اتحادیه آهنگ‌سازان جمهوری آذربایجان
اتحادیه آهنگ‌سازان جمهوری آذربایجان (ترکی آذربایجانی: Azərbaycan Bəstəkarlar İttifaqı) یک کانون فرهنگی است که از سوی عزیر حاجی‌بیگف، آهنگساز معروف آذری، تأسیس شده‌است.

## تاریخچه
تاریخ بنیان‌گذاری اتحادیه آهنگ‌سازان جمهوری آذربایجان به ۳۰ ژوئن سال ۱۹۳۴ بازمی‌گردد. این مرکز در توسعه فرهنگ موسیقی در جمهوری آذربایجان نقش کلیدی ایفا کرد. عزیر حاجی‌بیگف مسئولیت این اتحادیه را از سال ۱۹۳۶ تا آخر عمرش به عهده داشت. این وی بود که آیین‌نامه سازمان را که دربردارنده هدف ایجاد و دامنه فعالیت آن است، ترتیب داده و قدم‌های زیادی برای شکل‌گیری اش به عنوان سازمانی تضمین کننده پیشرفت موسیقی آذربایجانی برداشت.
به دنبال درگذشت عزیر حاجی‌بیگف در سال ۱۹۴۸، سعید رستموف، دانشجوی وی که در عین حال ریاست گروه سازهای محلی را به عهده داشت سکان هدایت اتحادیه آهنگ‌سازان جمهوری آذربایجان را در دست خود گرفت و تا سال ۱۹۵۲ در این سمت ابقاء شد. در سال ۱۹۵۳، قارا قارایف جایگزین او شد و تا سال ۱۹۸۲ اتحادیه را برگرداند.
هم‌اکنون اتحادیه آهنگ‌سازان جمهوری آذربایجان ۲۰۰ عضو از جمله آهن‍گ‌سازان و موسیقی‌شناسان را داراست. در حال حاضر، فرانگیز علی‌زاده، نوازنده پیانو[[]]، آهنگساز، مربی موسیقی، استاد دانشگاه و پیانو، و موسیقی‌شناس بنام اهل جمهوری آذربایجان، ریاست اتحادیه را عهده‌دار است.

## رؤسای اتحادیه
- عزیر حاجی‌بیگف (۱۹۳۶ تا ۱۹۴۸)
- سعید رستموف (۱۹۴۸ تا ۱۹۵۲)
- قارا قارایف (۱۹۵۳ تا ۱۹۸۲)
- فکرت امیروف (۱۹۵۶ الی ۱۹۸۴)
- رامیز مصطفی‌اف (۱۹۶۸ الی ۱۹۷۳)
- المیرا عباس‌اوا (۱۹۷۳ تا ۱۹۸۵)
- رؤوف حاجی‌اف (۱۹۷۹ تا ۱۹۸۵)
- آقشین علیزاده (۱۹۸۵ تا ۱۹۹۰)
- جودت حاجی‌اف (۱۹۸۵ تا ۱۹۹۰)
- توفیق قلی‌اف (۱۹۹۰ الی ۲۰۰۰)
- واصف آدیگوزلف (۱۹۹۰ الی ۲۰۰۶)
- «رامیز زهرابوف» (۱۹۹۰ تا ۲۰۱۲)
- فرانگیز علی‌زاده (۲۰۰۷ تابه‌حال)